# Украс
Украї́нсько-се́рбський збі́рник «Украс» (щорічник) — журнал українською мовою, присвячений сербській культурі, історії та мистецтву та зв'язкам сербського й українського народів і культур. Адресатами «Українсько-сербського збірника Украс: Історія Культура Мистецтво» є славісти (передусім сербісти), україністи, а також всі, хто цікавиться сербською та українською історією й культурами. «Украс» сербською мовою значить «прикраса». У дизайні обкладинки назва «Украс» виділена червоним кольором. На обкладинці кожного випуска журналу представлена одна з сербських традиційних прикрас.
Збірник «Украс» заснований у 2006 р. Члени редакційної колегії: Деян Айдачич (засновник та головний редактор), Оксана Микитенко й Алла Татаренко. Виконавчий видавець — Темпора (видавництво) з Києва.
У першому випуску збірника Украс (2006) представлена доля видатних сербських офіцерів-переселенців XVIII століття, зв'язок сербів з українським альманахом періоду романтизму «Русалка Дністровая» й новітня сербська драматургія з портретом та інтерв'ю Душана Ковачевича.
Другий випуск збірника Украс (2007) містить переклади найважливіших маніфестів сербського авангарду, тексти, які висвітлюють постать Николи Тесли в фотографії, скульптурах, літературі, та розгляд рецепції творчості Еміра Кустуріци в Україні.